# 警署 (香港)
警署（英語：Police Station），俗稱差館，為香港開埠初時對香港警察隊的警署級的建築物的官方名稱，後更名為現今名稱，亦即是香港的警察局。直至現時，差館一詞仍然是香港人的慣用語。至2011年，全香港共有42座警署。

## 稱號
香港幾座最先興建先成的警署均有其獨有的號字稱號，詳細如下：
- 大館：香港警察舊總部，後來成為舊中區警署。[1]
- 一至九號差館：環頭差館，香港島海岸四環區。
  - 一號差館：位於銅鑼灣禮頓道南端和波斯富街的盡頭，即今電訊盈科東區機樓之所在地；於1853年啟用，於1930年代拆卸。
  - 二號差館：位於灣仔灣仔道與東海旁（即今莊士敦道）的交界（22°16′37″N 114°10′32″E / 22.2769°N 114.1755°E，今中匯大樓）。於1868年啟用，灣仔填海工程於1929年完成後，新二號差館於1932年在新建成的告士打道落成，取代了原來的差館，即舊灣仔警署。
  - 三號差館：位於皇后大道東，於1847年啟用，於1905年停用，及後被拆卸。原址為被列為香港法定古蹟的舊灣仔郵政局。
  - 四號差館：位於金鐘兵房海軍船塢附近，於1863年啟用。
  - 五號差館：位於中環威靈頓街與皇后大道中的交界處，於1857年啟用，後來用作滅火隊總局及宿舍，直至位於德輔道中的滅火隊大樓於1921年落成後才停用，而消防處大樓目前被重建為恒生總部。
  - 六號差館：位於爐峰峽，於1869年啟用，直至歌賦山警署（即今山頂警署）於1886年落成後才被取代，其後用作警員宿舍，於1930年代停用，於1948年拆卸。
  - 七號差館：第一座七號差館位於西營盤皇后大道西與薄扶林道交界，於1858年啟用，直至1902年遷往德輔道西的海員宿舍舊址。1952年，第三代七號差館（即今西區警署）在原來德輔道西與西營盤西邊街交界的聖彼得教堂舊址落成。
  - 八號差館：位於西營盤半山區，於1870年啟用，鄰近之差館街及差館上街均以之命名。八號差館曾經遷至醫院道，於1925年拆卸。1928年，建於高街的第三代八號差館啟用，於1934年重建，於1935年落成，為第四代八號差館，稱為半山警署（Upper Level Police Station) 有段時期用作港島刑事偵緝總。
  - 九號差館：位於堅道之上，些利街盡頭，於1853年啟用。
- 5所比較小型，而且無編號的差館：環尾差館，包括香港仔警署、赤柱警署、薄扶林警署、筲箕灣警署和油麻地警署[2]。

## 大地
大地是指香港警務建築，尤其是指警署內供香港警察車輛專用停泊的用地。昔日，每支軍裝巡邏小隊有一名見習督察（多為鬼頭）、一至兩名警長、4至6名警目，其餘均為警員，整體人數視乎警區而定。出更前訓示時，全數人員須於大地集合（現時安排在訓示室進行），大地中央座有一座木製地檯，用以放置訓示文件。見習督察和警長皆站於檯後，警員分成2至3列站於檯前，警目則站於檯兩邊。訓示前，會先由一名警目負責點名，聞聲警員須立正回應。人數確定無誤後，見習督察和警長會訓示上級的主要要求和新規例等等，再由警目聲讀各員當天所屬巡邏範圍（咇份）、聯絡位置（因為當時仍然未有設備通訊系統）、罪案消息、通緝犯及失車等資料，此時，警員均須將資料紀錄下。訓示畢後，全隊會立正，由警長陪同見習督察進行檢閱，及後開始執勤。

## 捕房
捕房（英文：Report Room）為香港開埠初時報案室的官方名稱，直至1964年初改稱為報案室。以前，捕房櫃台高高在上，高達1.5米，值日的警務人員坐於距離地面高一米的座椅上，與報案者形成一個不對等的官威效應。加上捕房櫃檯之上，放有一本厚重的報案簿，使到當時平均身高1.6米的香港市民無從機會一睹駐守於捕房的警務人員及報案簿上的紀錄。當時，值日的人員會手持長尺，用以指導市民。

## 雜差房
雜差房指香港警察隊刑事偵緝處於1972年前設立於差館的辦公室，包括探長室、探員休息室、茶水室和所有疑犯和涉及案件的有關人士都會於該處輪流等候，接受或者協助調查的大廳房。後來基於刑事偵緝處解散及警務處改革，以及基於保安及現代化設計理由，此種辦公模式不再復存。雜差房的名稱至今仍然被香港社會廣泛地使用，成為慣用語，用以形容警區刑事調查隊等於警務處改革後所出現的部門辦公室。

### 名稱來源
雜差房的名稱來源，源於偵探人員（現稱偵緝人員）有雜差的俗稱。

### 後生
1960年代，每所雜差房大多聘有一名「後生」以負責清潔、雜務，並且協助處理文書事務，包括負責偵探人員及所有雜差房人士的出入紀錄（俗稱為流水簿）、接線、協助準備有關搜集指模的器具、為關帝君神龕打掃、燒香，以及為所有偵探人員跑腿。後生名義上是由全隊偵探人員出資聘請，實際上由探長及總探長出資聘請。總探長和一些大環頭（即今警區）的探長均額外多聘請擁有大學學歷的畢業生擔任私人助理，負責私人書信與翻譯工作。

### 民間順口溜
「為X死，為X亡，為X打入雜差房。」

## 羈留室
羈留室為位於警署內，用作羈留疑犯的建築及設施。
2009年2月，警務處為了提高拘留及羈押的管理的專業性，逐成立拘留管理及羈押特別職務小隊，全面審視警務處的拘留羈押管理政策，包括修訂和引進新程序，提高警務人員對保護被羈留人士的人權以及對被羈留人士的責任認知。此外，羈留設施更新工程完成以後，可以提供一個更安全及更衛生的工作環境予負責羈押管理相關工作的人員。
為了推展上述改善計劃，警務處於2011年1月成立羈留改善計劃督導委員會，成員來自支援部、策劃及發展部、5個陸上總區及建築署，負責就各總區的行動需要，安排警署工程的優先次序，按階段進行工程和監測進展情況。羈留設施改善計劃將於同年2月開始分為5個階段展開，為32所警署拘留室及新屋嶺羈留中心翻新，及於同年年底完成。項目計劃包括提升羈留人士的私隱保障及加強衛生設施：
- 於羈留室內加裝熱水淋浴設施；
- 提高羈留室洗手間的牆壁和加裝金屬板加強保障私隱；
- 在羈留室外安裝電風扇，加強空氣流通；
- 改善羈留室的沖廁系統，提升衛生環境；
- 重髹羈留室，於地面加上防滑物料提高安全性，及加裝方向指標，切合宗教人士的需要；及
- 在羈留室安裝告示板，展示被羈留人士權利的通告。[10]

## 巴瀝房
巴瀝房音譯自英文barrack，原意軍營，泛指宿舍或者休息室。